# Saint-Mury-Monteymond
Saint-Mury-Monteymond är en kommun i departementet Isère i regionen Auvergne-Rhône-Alpes i sydöstra Frankrike. Kommunen ligger i kantonen Domène som tillhör arrondissementet Grenoble. År 2022 hade Saint-Mury-Monteymond 335 invånare.

## Befolkningsutveckling
Antalet invånare i kommunen Saint-Mury-Monteymond
Referens:INSEE